# Campionato sudamericano di rugby 1998
Il campionato sudamericano di rugby 1998 (in spagnolo Sudamericano de Rugby 1998; in portoghese Campeonato Sul-Americano de Rugby de 1998) fu il 21º campionato continentale del Sudamerica di rugby a 15.
Si tenne, in forma itinerante, dal 3 ottobre al 17 ottobre 1998 e fu vinto dall'Argentina al suo ventesimo successo, nono consecutivo.
Il torneo fu organizzato dalla Confederación Sudamericana de Rugby e la campione uscente Argentina, presente al torneo con una squadra rimaneggiata e con diversi esordienti per via della preparazione degli elementi migliori all'incombente tour in Europa, vinse tutte e tre le sue gare, imponendosi per la ventesima volta su ventuno edizioni.
Si trattò dell'ultima edizione di torneo a divisione unica; dalla stagione successiva, nel 2000, il torneo si articolò su più livelli di merito e fu introdotto un sistema di promozione e retrocessione tra di essi.
Il valore delle marcature, come stabilito dall’IRFB nel 1992, era: 5 punti per ciascuna meta (7 se trasformata), 3 punti per la realizzazione di ciascun calcio piazzato, idem per il drop.

## Squadre partecipanti
- Argentina
- Cile
- Paraguay
- Uruguay

## Risultati

### 1ª giornata
| Arbitro: | Santiago Borsani |

|          |      |             |
| Pinto    | mt   | Suárez (2)  |
| González | tr   | Sciarra (2) |
| González | c.p. | Sciarra (2) |
| González | drop |             |

| Arbitro: | Cristián Belmont |

|  |      |                                                   |
|  | mt   | M. Díaz Durand Grande (5) Molina Ohanián Stortoni |
|  | tr   | Altube Fuselli Molina                             |
|  | c.p. | Fuselli                                           |

### 2ª giornata
| Arbitro: | Santiago Eslinger |

|              |      |                           |
| Manzur Sahid | mt   | Bartolucci Brolese Molina |
| González 2   | tr   | Altube 2                  |
| González     | c.p. | Altube F. Contepomi       |

| Arbitro: | Fernando Benavi |

| |      |        |
| D. Aguirre S. Aguirre Brignoni Costabile (2) Férres Lame Lamelas Menchaca (2) Rodríguez (2) Storace (2) Suárez | mt   |        |
| D. Aguirre (3) Sciarra (6)                                                                                     | tr   |        |
| | c.p. | Britos |

### 3ª giornata
| Asunción 17 ottobre 1998 | Paraguay | 17 – 58 | Cile | Collegio San José |

| Arbitro: | Manuel Toledo |

|                                |      |                |
| Brolese Grande Lobrauco Martín | mt   | Sánchez Vecino |
| Contepomi (2)                  | tr   | Sciarra (2)    |
| Contepomi (2)                  | c.p. |                |

## Classifica
| Pos | Squadra   | G | V | N | P | PF  | PS  | DP   | Pt |
| --- | --------- | - | - | - | - | --- | --- | ---- | -- |
| 1   | Argentina | 3 | 3 | 0 | 0 | 114 | 31  | +83  | 6  |
| 2   | Uruguay   | 3 | 2 | 0 | 1 | 127 | 46  | +81  | 4  |
| 3   | Cile      | 3 | 1 | 0 | 2 | 88  | 62  | +26  | 2  |
| 4   | Paraguay  | 3 | 0 | 0 | 3 | 20  | 210 | −190 | 0  |